# Tribal Wars
Tribal Wars(pt-BR) ou Tribos(pt-PT?) é um jogo multijogador massivo online (MMO) de estratégia em tempo real onde o objetivo é aniquilar as tribos e aldeias inimigas baseado na idade média, criado pela empresa alemã InnoGames GmbH. Ele segue o mesmo estilo de Travian e Ikariam, cada jogador é senhor de uma pequena aldeia, qual deve ajudar a ganhar poder e glória.
O registro no jogo é gratuito, porém existe a possibilidade de ter uma conta paga, chamada "Conta Premium". Possuidores desse tipo de conta adquirem variados privilégios, como receber uma notificação de quando um amigo fica online, adicionar várias edificações simultaneamente, pesquisar várias tecnologias no ferreiro, entre outros.
Existem os mundos do jogo, além das rodadas Speed, o mundo Clássico e o mundo Casual. O número de jogadores em todo mundo passa dos 50 milhões, sendo um dos jogos de estratégia mais jogados no mundo.

## Edifícios
Os edifícios do jogo são locais onde, por exemplo, pode-se formar guerreiros, descobrir tecnologias para desenvolver outros edifícios e enviar recursos. Eles, assim como as tropas, ocupam habitantes na fazenda, sendo que o armazém a própria fazenda não ocupam espaço.
Cada edifício possui um nível. Quanto maior este nível mais efetivos os benefícios do edifício. Cada nível de um edifício soma uma certa quantidade de pontos à aldeia. Normalmente, os pontos demoram de alguns segundos até 20 minutos para serem contabilizados, devido aos inúmeros cálculos de pontuação que o servidor faz ao mesmo tempo. Cada edifício tem um nível máximo e um requisito próprio.
| Lista de edifícios | Lista de edifícios |
| Edifício           | Descrição |
| ------------------ | --- |
| Edifício Principal | No Edifício Principal você pode construir ou melhorar outros edifícios. Quanto maior o nível, mais rápida será a construção de edifícios. Assim que o Edifício Principal estiver no nível 15 você poderá demolir edifícios nesta aldeia. |
| Quartel            | No Quartel você pode recrutar sua infantaria. Quanto maior o seu nível, mais rapidamente poderão ser recrutadas novas tropas. |
| Estábulo           | No Estábulo você pode formar novos cavaleiros. Quanto maior o seu nível, mais rapidamente poderão ser recrutadas novas tropas. |
| Oficina            | Na Oficina podem ser produzidas máquinas de guerra. Quanto maior for o nível da Oficina, mais rápido serão produzidas novas máquinas. |
| Igreja             | A igreja ajuda os aldeões religiosos nas aldeias vizinhas. Sem uma igreja as suas tropas na região afetadas por outra igreja perderão grande capacidade de combate. |
| Academia           | Na Academia você pode formar Nobres, com os quais poderá conquistar outras aldeias e cunhar moedas para a formação de novos Nobres. |
| Ferreiro           | No Ferreiro você pode pesquisar e melhorar suas armas. Quanto maior o nível do Ferreiro melhores serão as armas que você poderá pesquisar e menores serão as durações de tais pesquisas. |
| Praça de Reuniões  | Na Praça de Reuniões encontram-se seus guerreiros antes da batalha. Aqui você poderá comandar ataques e mover suas tropas. Também é possível ver onde estão suas tropas atualmente e saber se você possui apoios em sua aldeia. Uma última utilidade da Praça de Reuniões é o simulador, onde é possível prever o resultado de uma determinada batalha. |
| Estátua            | Perante a estátua os habitantes de sua aldeia oferecerão homenagens ao seu paladino. Caso o paladino morra você poderá apontar outro guerreiro como novo paladino. Os itens descobertos pelo paladino ficam à disposição na Sala de Armas. |
| Mercado            | No Mercado você pode negociar com outros jogadores. |
| Bosque             | Os lenhadores cortam madeira dos bosques que rodeiam as aldeias. Tal madeira é necessária para o desenvolvimento da própria aldeia, assim como para o fortalecimento do exército. Quanto mais alto o nível dos lenhadores, mais madeira será produzida.                                                                                                 |
| Poço de Argila     | No Poço de Argila trabalham muitos de seus homens a fim de prover sua aldeia com o importante argila. Quanto maior for o seu nível, maior será sua capacidade de produção de argila. |
| Mina de Ferro      | Da Mina de Ferro é extraído o material chave para batalhas em Tribal Wars. Quanto maior for o seu nível, maior será sua capacidade de produção. |
| Fazenda            | A Fazenda provê sustento à seus trabalhadores e tropas. Sem o desenvolvimento da Fazenda a sua aldeia não crescerá. Quanto maior o nível da Fazenda, mais habitantes estarão à sua disposição. |
| Armazém            | No Armazém são estocados os recursos produzidos pela aldeia. Quanto maior for o nível do Armazém, maior será a sua capacidade de armazenamento. |
| Esconderijo        | No Esconderijo são escondidos recursos que, em caso de ataque inimigo, não poderão ser roubados. Os Exploradores inimigos também não podem descobrir quantos recursos estão guardados no Esconderijo. |
| Muralha            | A Muralha oferece proteção contra tropas inimigas. Por meio dela são aumentadas tanto a defesa básica da aldeia como a força defensiva de suas tropas. |

### Unidades de guerreiros
No quartel, estábulo, oficina, mercado, fazenda e academia, são formados guerreiros. Estes são:

Informações sobre as tropas do jogo Tribal Wars.

- Lanceiro - O lanceiro é a unidade mais simples no jogo. Ele é especialmente eficiente na defesa contra cavalaria. É usado no início do jogo principalmente para o saque.
- Espadachim - O espadachim é apropriado para a defesa contra infantaria. É, porém, relativamente o mais lento.
- Vikings/Bárbaro - O bárbaro é uma unidade ofensiva de grande força. De maneira selvagem eles enfrentam os inimigos, atacando todos os que estejam em frente. Na versão de Portugal, ele se chama simplesmente Viking.
- Arqueiro - O arqueiro é uma unidade defensiva muito efetiva. Suas flechas têm o poder de destruir até mesmo a mais impenetrável armadura.
- Batedor/Explorador - O espião conhecido também como explorador se infiltra em aldeias inimigas a fim de obter informações importantes sobre as mesmas. Apenas exploradores tem a capacidade de destruir outros exploradores.
- Cavalaria Leve - A cavalaria leve é geralmente usada em ataques surpresa a aldeias inimigas por sua velocidade. Também é usado para saques, já que possui a maior capacidade de saque e velocidade alta.
- Arqueiro a Cavalo - Os arqueiros a cavalo são geralmente usados para derrotar arqueiros inimigos escondidos atrás de uma muralha.
- Cavalaria Pesada - A cavalaria pesada é a elite das tropas. Os mais nobres cavaleiros dispõem de armas robustas e fortes armaduras. Apesar do seu alto nível de ataque é recomendado para a defesa devido ao seu alto custo.
- Aríetes - O aríete é de grande ajuda em ataques devido à sua capacidade de destruir muralhas.
- Catapultas - A catapulta é de grande ajuda em ataques devido à sua capacidade de destruir facilmente edifícios inimigos.
  - Observação: o único edifício que não pode ser demolido por essa máquina de guerra é o esconderijo, pois, por mais que os exploradores descubram o seu nível, é como se fosse somente informação de um delator, onde não se sabe onde fica localizado, apenas se sabe o nível. Assim a catapulta não destrói o que não sabe onde está. Além disso, alguns edifícios só após serem atacados não são destruídos: eles voltam ao nível 1, como o edifício principal, a fazenda e o armazém.

- Paladino - O Paladino protege a aldeia e seus aliados contra ataques de inimigos. Cada jogador pode possuir apenas um paladino. Em alguns mundos, poderá ficar mais forte com a ajuda de itens encontrados. Alguns jogadores ao enviar apoio (tropas) para outros jogadores optam por utilizar o paladino juntamente ao apoio, pois todas as sua unidades se moverão na velocidade do paladino, acelerando consideravelmente a movimentação das tropas.
- Nobre - O nobre pode, por meio de ataques, diminuir a lealdade de uma aldeia inimiga. Quando a quantidade da lealdade de uma aldeia chega a zero, esta aldeia é conquistada. Os custos para a formação de um nobre cresce de acordo com o número de nobres já produzidos, então quanto maior o número de nobres produzidos maior será o custo.

- Mercador - O mercador transporta recursos que são trocados no mercado.

- Milícia -  A nova unidade poderá ser reconhecida de Grepolis foi adicionado para uso nas fases iniciais do seu império. No caso de um ataque, você pode pedir a seus aldeões pegar em armas para defender a sua casa com um botão dentro de sua Fazenda. Isto no entanto, ter o efeito de reduzir a produção de suas minas (50%), enquanto a sua milícia é ativa (padrão: 6 horas). O número de Milícia você pode pedir é dependente do seu nível de fazenda. Na sua posição atual, receberá 20 Milícias para cada nível da fazenda até 15, o que lhe dá um máximo de 300 Milícias.

Aldeias Defensivas ou Ofensivas

##### Defensiva:
Opção 1:
10.000 Lanceiros
10.000 Espadachins
Opção 2:
6.000 Lanceiros
6.000 Espadachins
1.000 Cavalarias Pesadas
Opção 3:
4.000 Lanceiros
4.000 Espadachins
2.000 Cavalaria Pesada

##### Ofensiva:
Opção 1:
20.000 Bárbaros
250 Aríetes
Opção 2:
7.000 Bárbaros
3.000 Cavalarias Leves
350 Aríetes
Opção 3:
5.000 Bárbaros
3.000 Cavalarias Leves
1.000 Cavalaria Pesada
350 Aríetes

### Estratégia
A estratégia do jogo se baseia em evoluir suas aldeias e comunicação durante o jogo.
Assim cada jogador começa com uma pequena e simples aldeia, a qual deve evoluir, durante uma etapa inicial, para depois começar a desenvolver o exército, começando simplesmente com saques em outras aldeias até conquistar outras aldeias pelo mundo, fazendo assim a utilização de um exército potente e com nobres. 
Existe um tempo, quando o jogador inicia a conta que ele não pode atacar nem ser atacado. Este tempo varia entre 2 e 5 dias, dependendo do mundo, e aconselha-se que, durante este tempo, o jogador invista no armazém e nos recursos (Bosque, Poço de Argila e Mina de Ferro).
Como o objetivo de Tribal Wars(pt-BR) ou Tribos(pt-PT?) é conquistar aldeias e erguer um pequeno Império, todos os jogadores estão interessados em suas conquistas e também precisam ter uma defesa razoável, utilizando os recursos disponíveis.
Depois de um tempo, o movimento no mundo aumenta, pois guerras entre tribos ficam mais frequentes e mais pessoas tem capacidade de ter nobres para realizar guerras.
Fazer amigos pode ajudar muito no início, a não ser que você seja um iniciante, você pode conseguir amigos ao redor de sua aldeia. Se você não tiver tribo eles podem até te ajudar a conseguir uma.

### Sistema de batalha
O jogo possui um sistema de batalha bem complexo, que é calculado pelos valores de cada unidade, além de certas unidades especiais, tanto para o defensor quanto para o atacante.
Assim a maioria das unidades, tais como lanceiros, espadachins, bárbaros, arqueiros, cavalarias leves, de arqueiros e pesadas tem as habilidades de danos, com vantagens e desvantagens sobre cada unidade, incluindo a habilidade de saquear uma certa quantidade de recursos da aldeia, caso vença uma batalha como agressor.
Porém, há também unidades com habilidades especiais, como os aríetes, que podem diminuir o nível das muralhas; exploradores, que espiam as aldeias atacadas; as catapultas, que tem habilidades parecidas com a de um aríete, porém o jogador pode escolher em qual edifício vai ser causado os danos; os nobres, que podem diminuir a lealdade de uma aldeia até conquistá-la; e os paladinos, que, dependendo do mundo, eles podem ter várias habilidades, tais como a de usar armas, que tem suas devidas habilidades.
A  regra do (1,5). Isto quer dizer que você deve ter 1,5 soldados para cada ponto da sua aldeia. Por exemplo, em uma aldeia com 400 pontos devemos ter 600 soldados (400 x 1,5 = 600). Tente deixar suas tropas próximas disto.

### Relatórios
Em várias ocasiões do jogo o jogador receberá um relatório.
Os relatórios são importantes para o jogador se manter informado sobre cada ocasião que acontecem, como essas:
 - Ganhou a batalha e sem perdas de tropas
 - Ganhou a batalha mas teve algumas perdas de tropas
 - Perdeu a batalha
 - Foi um ataque de exploradores (batedores)
- Ataques - Quando os jogadores atacam alguma aldeia eles receberão esse tipo de relatório, que informa tudo sobre o que aconteceu, como unidades perdidas do defensor e do atacante, a quantidade de recursos saqueados, e também podem conter extras no caso de unidades especiais, como os danos causados à edifícios por aríetes e catapultas e a perda de lealdade da aldeia causada por nobres.

Obs. - caso o atacante perca, ele receberá dados apenas sobre suas unidades.
- Defesas - Quando os jogadores são atacados, eles recebem esse tipo de relatório, que tem os mesmos dados do relatório de ataque, porém com todas as informações, independente se ganhar ou perder a batalha.
- Espionagem - Esse relatório mostra todas as informações de uma aldeia quando se utiliza exploradores em um ataque.

'Obs. - Geralmente os relatórios sobre ataques vêm classificados por cores, sendo elas azul (espionagem), verde (vitória sem danos), amarelo (vitória, porém com danos), e vermelho (derrota).'
- Convites - Esse tipo de relatório pode aparecer quando alguém te convida para uma tribo, para ser seu amigo ou então para um modo de férias, tendo a opção de aceitar ou rejeitá-lo.
- O Paladino encontrou um item - Esse relatório aparece quando seu paladino encontra um item, o paladino pode ter até 11 itens, sendo que poderá utilizar apenas um item de cada vez.
- Este item tem como objetivo dar poder de ataque ou defesa para soldados, cavalos ou catapultas e aríetes.
- No caso do Nobre, uma vez o Paladino munido do Cetro de Vasco tem o poder de tirar até 35% de lealdade em um só ataque.

Obs. - Cada jogador poderá recrutar um Paladino somente se tiver o Edifício 'Estátua' construído.

### Tribo
A tribo (idealmente) é um conjunto de jogadores com interesses parecidos, que lutam como em um clã (nome dado a esses grupos em outros jogos do mesmo estilo), defendendo e apoiando-se uns aos outros. O fato de estar em alguma tribo, não interfere no jogo em si, ou seja, não afeta em nada a jogabilidade nem na possibilidade de atacar ou ser atacado. Porém em uma tribo o jogador além de ganhar vários aliados, também ganha inimigos (se houver tribos ou membros inimigos).
A tribo não tem um número mínimo de membros, porém tem um número máximo, que pode ser de 40 a 120 membros, dependendo do mundo.
Na tribo você terá um conjunto de jogadores aliados. Deverá ajudá-los com, suporte caso sejam atacados e recursos (parte essencial do jogo), porém não é obrigado a fazer isso. Na tribo alguns membros possuem um cargo, ou incumbência a cargo do fundador. Este cargo lhe concede poderes especiais dentro da tribo que podem inclusive retirar outros membros da própria. A hierarquia se modifica de tribo para tribo. Os cargos básicos são os de: fundador, general de guerra, administrador, diplomata, recrutador, mensageiro e moderador do fórum. Podendo ser dados os mais variados nomes a cada um.
As tribos podem se aliar umas as outras, fazer P.N.A.(Pactos de não Agressão), classificar uma outra tribo como inimiga e, uma forma que não tem regulamentação, mas é bem usada, que é chamada de fusão (exatamente o que o nome sugere). A tribo possui um fórum próprio, no qual só os membros da tribo podem postar e ler.

## Medalhas
Com a versão 6.0 do jogo foi lançado um sistema de medalhas, que mostra certos aspectos de um jogador. É possível desativar isso, para que nenhum jogador possa ver suas conquistas.

### Níveis das medalhas
Certas medalhas podem ser evoluídas para quatro níveis, sendo a "madeira" o mais baixo e o "ouro" o mais alto.
| Nível | Exemplo de Medalha | Borda   |
| ----- | ------------------ | ------- |
| 1     |                    | madeira |
| 2     |                    | bronze  |
| 3     |                    | prata   |
| 4     |                    | ouro    |

### Medalhas
19 medalhas podem ser descobertas. São elas:
| Nome                               | Descrição |
| ---------------------------------- | --- |
| Campeão de pontuação               | Esta medalha é dada após conquistar um certo número de pontos (Níveis: 100 pontos, 5.000 pontos, 100.000 pontos, 10.000.000 pontos)                               |
| Ladrão                             | Para ganhar esta medalha é necessário roubar uma certa quantidade de recursos. (Níveis: 500 recursos, 10.000 recursos, 1.000.000 recursos, 100.000.000 recursos)  |
| Saqueador                          | Esta medalha é dada após saquear um determinado número de aldeias. (Níveis: 10 aldeias, 100 aldeias, 1.000 aldeias, 10.000 aldeias)                               |
| Conquista                          | É necessário conquistar um número de aldeias para ganhar esta medalha. (Níveis: 5 aldeias, 50 aldeias, 500 aldeias, 1.000 aldeias)                                |
| Líder                              | Ganha-se esta medalha ao matar uma certa quantidade de oponentes. (Níveis: 10.000 unidades, 100.000 unidades, 1.000.000 unidades, 20.000.000 unidades)            |
| Morte de um Herói                  | Esta medalha é dada após perder uma certa quantidade de tropas em apoios. (Níveis: 100 unidades, 1.000 unidades, 10.000 unidades, 100.000 unidades)               |
| Líder em pontos                    | É necessário estar em uma certa posição na classificação de jogadores para ganhar esta medalha. (Níveis: 1.000º lugar, 100º lugar, 20º lugar, 1º lugar)           |
| Líder de pontos do continente      | É necessário estar em uma certa posição na classificação de jogadores do continente para ganhar esta medalha. (Níveis: 100º lugar, 30º lugar, 5º lugar, 1º lugar) |
| Saqueador do dia                   | O jogador que ao final do dia tenha atacado o maior número de aldeias.                                                                                            |
| Atacante do dia                    | Quem ao final do dia matou mais tropas com seus ataques enviados.                                                                                                 |
| Defensor do dia                    | Quem matar mais tropas em um dia como defensor ganhará esta medalha.                                                                                              |
| Conquista de aldeias               | Quem ao final do dia conquistou um maior número de aldeias. |
| Armas do Paladino (Não disponível) | Quando se encontra todas as armas do paladino ganha-se esta medalha.                                                                                              |
| Cara de sorte                      | Ao conquistar uma aldeia com a lealdade dela em 0, você ganhará esta medalha.                                                                                     |
| Cara sem sorte                     | É necessário que a lealdade de uma aldeia caia para 1 devido ao seu ataque.                                                                                       |
| Vítima                             | Você deve ser conquistado após uma semana do fim de sua proteção para iniciantes ter acabado para receber esta medalha                                            |
| Ressurreição                       | Reinicie 5 vezes em um mesmo mundo para ganhar esta medalha |
| Auto-ataque                        | Para receber esta medalha é preciso que ataques a si mesmo, perdendo unidades com isso. (Níveis: 10 unidades, 100 unidades, 1.000 unidades, 10.000 unidades)      |
| Auto-conquista                     | Conquiste a sua própria aldeia. |